# Operatie Pamflet
Operatie Pamflet, ook bekend als Konvooi Pamflet, was de naam voor de actie waardoor de 9e Australische Infanteriedivisie in februari 1943 vanuit Egypte terugkeerde naar Australië. Het konvooi bestond uit vijf transportschepen en werd begeleid door verschillende geallieerde marineschepen. Er vond geen contact plaats tussen de geallieerde en Japanse schepen.

## Achtergrond
Als onderdeel van het Gemenebest sloot Australië zich aan bij de Groot-Brittannië toen het land in oorlog raakte met Duitsland. In 1940 en 1942 werden er Australische infanteriedivisies verscheept naar het Midden-Oosten, waar ze het opnamen tegen Duitse, Italiaanse en Franse troepen. Na de Japanse aanval op Pearl Harbor werden de 6e en 7e infanteriedivisie teruggeroepen uit vrees voor een aanval op het Australische vasteland. De Australische regering stemde ermee in om de 9e divisie voorlopig in het Midden-Oosten te houden, in ruil voor de aanwezigheid van Amerikaanse troepen en steun bij het uitbreiden van de Royal Australian Air Force.
De 9e infanteriedivisie vervulde vervolgens een belangrijke rol bij zowel de Eerste als de Tweede Slag bij El Alamein, hoewel de verliezen groot waren. De Australische regering besloot in oktober 1942 om de 9e infanteriedivisie terug te roepen. Zij moest de 6e en 7e infanteriedivisie, die actief was op Nieuw-Guinea, aflossen. De Amerikaanse generaal Douglas MacArthur had bovendien bij zowel de Amerikaanse als Australische regering gevraagd om versterkingen om zo harder te kunnen optreden tegen de Japanners.
De Australische premier John Curtin verzocht op 17 oktober 1942 de Britse premier Winston Churchill om de divisie terug te sturen naar Australië. De Britse regering verzette zich aanvankelijk tegen het verzoek omdat de divisie nodig was in het komende offensief. De Amerikaanse president Franklin D. Roosevelt bood aan om een Amerikaanse divisie naar Australië te sturen. Dit aanbod wees Curtin af.
De geallieerden kampten met een tekort aan scheepsruimte. Churchill liet dat het zware materieel van de divisie daarom moest achterblijven in het Midden-Oosten. De Australische regering stemde daarmee in, nadat duidelijk was geworden dat de divisie na terugkeer opnieuw uitgerust kon worden met materiaal vanuit de Verenigde Staten. Op 15 december 1942 liet Churchill weten dat verscheping aan het eind van januari 1943 kon beginnen.

## Voorbereidingen

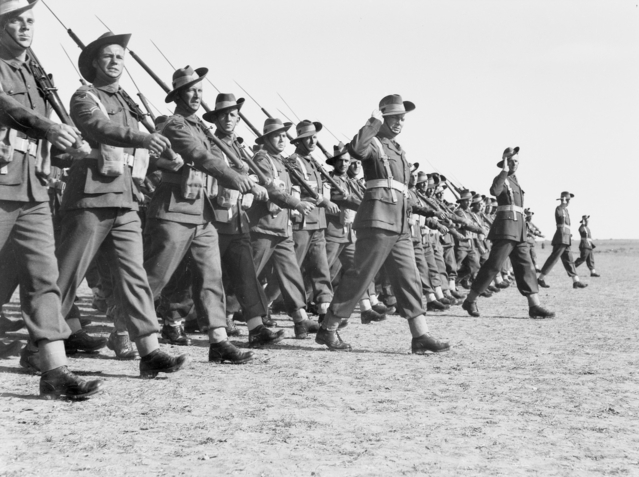
De 9e divisie tijdens een parade op Gaza Airport in december 1942.

De 9e divisie werd eind november 1942 verplaatst naar Palestina, waar ze werd ondergebracht in en rondom Gaza en Qastina. De meeste manschappen kregen tijdelijk verlof. Rond kerst werden de officieren geïnformeerd over de terugkeer naar Australië. Tanks, artillerie en ander zwaar materieel werd ondergebracht in depots. In januari 1943 werd elke brigade 3 dagen op jungletraining gestuurd nabij Bayt Jibrin.
De Royal Navy had vier grote troepenschepen naar het Midden-Oosten gehaald. De marine stelde premier Churchill aanvankelijk voor om geen escort toe te voegen. Dat werd echter beschouwd als een onacceptabel risico aangezien het oostelijk deel van de Indische Oceaan binnen het bereik lag van de Japanse oorlogsvloot die vanuit Singapore opereerde. Ook waren geallieerde schepen tot in de buurt van Aden het doelwit geweest van Japanse onderzeeërs.
Alle troepenschepen waren voormalige passagiersschepen. Het ging op de Queen Mary, de Nieuw Amsterdam, de Aquitania en de Île de France. Het konvooi werd aangevuld met het bewapende koopvaardijschip Queen of Bermuda. Alle schepen waren uitgerust met luchtafweergeschut.

## De reis
De inscheping begon op 24 januari 1943. De havens bij het Suezkanaal waren te klein voor vier troepenschepen tegelijkertijd. De schepen werden daarom een-voor-een ingescheept en voeren door naar het verzamelpunt voor de kust bij Massawa in Eritrea. Zij werden begeleid door een vijftal torpedobootjagers van de Mediterranean Fleet tijdens hun doorvaart door de Rode Zee. De vijf schepen, met meer dan dertigduizend man aan boord, verlieten het verzamelpunt op 4 februari voor de oversteek naar Australië. Zij werden begeleid door de zware kruiser HMS Devonshire en de lichte kruiser HMS Gambia.
Het konvooi voer samen op en moest zich houden aan de snelheid van het langzaamste schip Queen of Bermuda. Zij voer met een snelheid van 17 knopen per uur, oftewel 31 kilometer per uur. Zij hadden een zigzagkoers om eventuele torpedoaanvallen te ontwijken. Op 9 februari arriveerden de schepen bij de Seenu-atol, onderdeel van de Malediven. Daar was een geheim voorraaddepot aangelegd. De bemanning mocht niet van boord. In de middag van 10 februari vertrok het konvooi weer, nadat de schepen waren bijgetankt en opnieuw bevoorraad.
Het oostelijk deel van de Indische Oceaan werd als het meest gevaarlijke deel van de reis beschouwd. Het escort werd daarom fors uitgebreid met een tiental gevechtsschepen, waaronder de Nederlandse kruisers Jacob van Heemskerck en Tromp en de torpedobootjagers Tjerk Hiddes en Van Galen.
Het konvooi arriveerde op 18 februari bij Fremantle aan de westkust van Australië. De Australische regering had overwogen om de troepen verder over land te verplaatsen, maar had daar vanwege de beperkte capaciteit van de Trans-Australian Railway van afgezien. Er werden strenge maatregelen genomen nadat de troepen aankwamen. Zo waren communicatielijnen met de oostkust voor enkele dagen afgesloten. Premier Curtin verzocht de pers geen melding te maken van de aankomst van de 9e divisie. Op 20 februari zette het konvooi koers richting de oostkust. Om vijandelijke schepen te vermijden verplaatste het zich langs de zuidkust van Australië. Eind februari kwamen de passagiersschepen veilig aan op hun bestemming in Melbourne en Sydney.

## Nasleep
De verschillende schepen zetten snel koers naar hun volgende bestemmingen. De Queen of Bermuda keerde terug naar Groot-Brittannië, evenals de Queen Marry met achtduizend Amerikaanse militairen aan boord. De Nieuw-Amsterdam voer via Nieuw-Zeeland naar San Francisco, terwijl de Aquitania koers zette richting New York. De manschappen van de 9e divisie kregen drie weken verlof, waarna ze in training gingen nabij Atherton Tableland in het noorden van Queensland. In september 1943 werd de divisie weer ingezet tegen Japanse troepen op Nieuw-Guinea.